# 小行星8502
小行星8502（8502 Bauhaus）是一颗绕太阳运转的小行星，为主小行星带小行星。该小行星于1990年10月14日发现。

## 轨道参数
小行星8502的轨道半长轴为2.9876542 UA，离心率为0.104。